# 大和撒那日
大和撒那日（羅馬化：Hoshana Rabbah），是住棚节的第七日，即提斯利月第21日，也称为“大祈祷日”，其中Hoshana的本意是“祈求”。
按照犹太教神秘主义卡巴拉派经典《光辉之书》的说法，虽然上帝的审批在赎罪日（提斯利月第10日）就已经结束，但是判决书要到众会第八日，也就是住棚节开始后的第八天才开始发送，在此之前任何判决都有可能修改。因此，住棚节第七日就成了请求上帝仁慈宽恕的最后时机。拉比犹太教虽然没有接受这种说法，但是当日的活动明显是受到其影响的。这些活动包括：在犹太会堂通宵诵读《希伯来圣经》，特别是《诗篇》；做请求上帝宽恕的祝祷；绕行会堂七周，并祈求“请拯救我们”；在会堂仪式结束后以五根柳枝击地，以示除去罪孽等等。